# Bob Morgan
Robert „Bob” Morgan (ur. 27 marca 1967 w Cardiff) – brytyjski skoczek do wody, dwukrotny medalista mistrzostw Europy, trzykrotny medalista igrzysk Wspólnoty Narodów, czterokrotny olimpijczyk (Los Angeles, Seul, Barcelona, Atlanta).

## Przebieg kariery
Debiutował w 1982 roku, biorąc udział w igrzyskach Wspólnoty Narodów i zajmując 9. pozycję w konkurencji skoku z wieży 10 m oraz 10. pozycję w skoku z trampoliny 3 m. Uczestniczył w igrzyskach olimpijskich w Los Angeles, gdzie w konkurencji skoku z wieży uzyskał wynik 474,09 pkt i z nim uplasował się na 14. pozycji w tabeli wyników. Dwa lata później ponownie brał udział w igrzyskach Wspólnoty Narodów, gdzie zdobył brązowy medal w konkurencji skoku z wieży. W 1986 roku brał także udział w mistrzostwach świata, gdzie zajmował dość odległe pozycje – 16. w skoku z wieży 10 m oraz 23. pozycję w skoku z trampoliny 3 m. W ramach igrzysk olimpijskich w Seulu wystąpił w dwóch konkurencjach, w skoku z trampoliny 3 m osiągnął rezultat 457,65 pkt i zajął 29. pozycję, w skoku z wieży 10 m zaś uzyskał 489,27 pkt plasujący go na 15. pozycji.
W 1990 otrzymał złoty medal igrzysk Wspólnoty Narodów w konkurencji skoku z wieży z wysokości 10 m. Rok później zaś został brązowym medalistą mistrzostw Europy w tej samej konkurencji. W swym trzecim występie olimpijskim, który miał miejsce w Barcelonie, również wystąpił w dwóch konkurencjach. W konkurencji skoku z trampoliny 3 m zdobył 366,66 pkt i zajął 15. pozycję, natomiast w konkursie skoku z wieży 10 m uzyskał w finale 568,59 pkt i zajął 5. pozycję. W 1993 został wicemistrzem Europy w skoku z wieży, natomiast rok później w identycznej konkurencji wywalczył srebrny medal igrzysk Wspólnoty Narodów.
Na igrzyskach olimpijskich w Atlancie zajął 13. pozycję w konkurencji skoku z wieży (z wynikiem 519,84 pkt) oraz 24. pozycję w konkurencji skoku z trampoliny (z wynikiem 318,69 pkt).